# Bernolákovo
Bernolákovo (allemand : Landschütz, hongrois : Cseklész) est un village de Slovaquie situé dans le district de Senec, dans la région de Bratislava.

## Histoire
Première mention écrite du village en 1209.

## Démographie

### Évolution de la population
| Année:               | 1994. | 2004.   | 2014.    | 2024.    |
| -------------------- | ----- | ------- | -------- | -------- |
| Nombre de personnes: | 4461  | 4852    | 6147     | 10 151   |
| Différence:          |       | +8,76 % | +26,69 % | +65,13 % |

| Année:               | 2023. | 2024.   |
| -------------------- | ----- | ------- |
| Nombre de personnes: | 9896  | 10 151  |
| Différence:          |       | +2,57 % |

## Personnalités
- Ján Popluhár, footballeur tchécoslovaque